# Монастырь Дайбабе
Монастырь Дайбабе (серб. Манастир Даjбабе) — православный монастырь в Черногории, в 4 км от Подгорицы.
Монастырская церковь посвящена Успению Богородицы. Монастырь отличается необычностью расположения, будучи вкопанным в землю и имея в горе небольшую систему пещер и источник воды.
Основателем и первым настоятелем монастыря был преподобный Симеон Дайбабский (в миру Савва Попович) (1854 — 1 апреля 1941 г.), постриженник Киево-Печерской лавры. Его мощи находятся в монастыре. 
Монастырь был основан в 1897 г. на месте, где пастух Петко (потом — иеромонах Платон) увидел чудесное видение.
Согласно легенде:

Однажды в монастырь Острог пришел Петко Ивезич, бедный крестьянин из села Дайбабе. Он рассказал отцу Симеону о видении, которое было ему не во сне, а наяву, в 1890 году. В безлюдном месте Петко увидел человека, одетого в расшитое золотом облачение и с шапкой, на которой был изображен крест. Этот человек сказал: «Я не злой дух, как ты думаешь. Я святой, но меня здесь закопали от турок. Я был владыкой этого края и учеником великого святого… Хочу, чтобы ты построил мне монастырь». На это Петко, который был сиротой, ответил: «Я беден, отче». — «Богатый и не нужен. Нашлось бы желание. Построй сначала маленькую церковку».
Отец Симеон понял, что речь идет об ученике святителя Саввы Сербского, чьи мощи монахи спрятали от турок, чтобы те не осквернили святыню, как, увы, бывало в сербской истории времен османского ига, однако сам Петко, рассказывая о видении, не знал об этой истории, ибо она была известна только образованным людям.
Преподобный Симеон решил помочь юноше в исполнении воли святого. Этот замысел благословил митрополит и одобрил черногорский король Николай I.

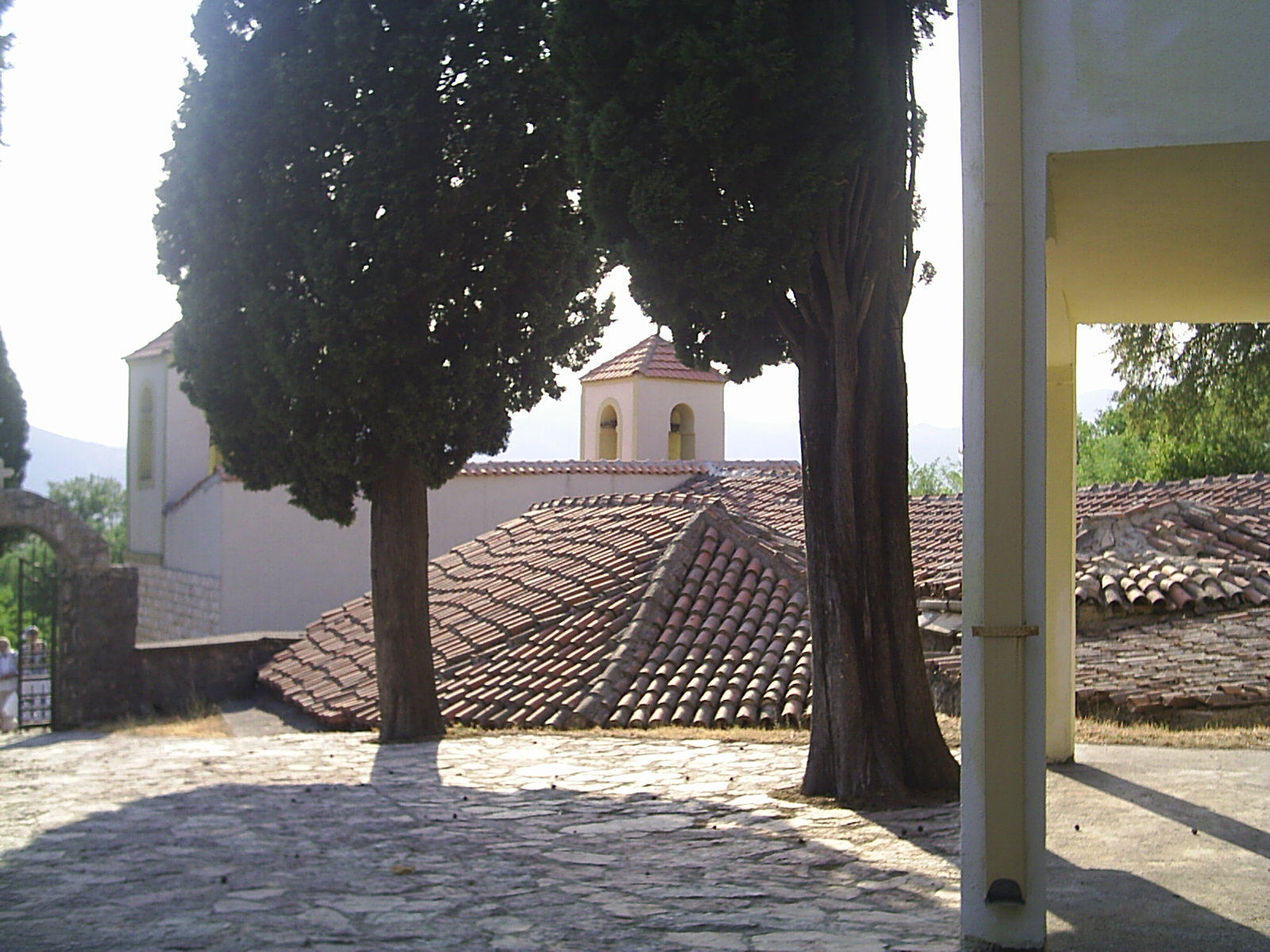
Монастырский дворик над пещерами

По рассказам старожилов, в монастырских пещерах еще до основания монастыря были христианские изображения, возможно, еще первых веков христианства, когда христианские службы проходили в катакомбах.

## Настоятели
- 1897—1941 Симеон Дайбабский
- 2008—2013 Лука (Анич), архимандрит (1959 — †8.2.2013)
- 2013 — наст. время Даниил (Ишматов), архимандрит (1962)